# هوگو مارتینز (افسر پلیس)
ژنرال هوگو رافائل مارتینز پوبِدا (انگلیسی: Hugo Rafael Martínez Poveda؛ ۱۶ اکتبر ۱۹۴۱ – ۲۲ مارس ۲۰۲۰) سرهنگ پلیس اهل کلمبیا بود. او در سال ۱۹۸۶ به‌عنوان فرماندهٔ جدید گروه جستجو منصوب شد؛ گروهی که در واحدی بود در پلیس ملی کلمبیا که از سوی ویرجیلو بارکو ورگاس، رئیس‌جمهور وقت کلمبیا، در همان سال تشکیل شده بود. وظیفهٔ دستگیر کردن پابلو اسکوبار، قاچاقچی موادمخدر، و افراد وابسته به او، به مارتینز محول شده بود.
پسر او، ستوان هوگو مارتینز بولیوار جونیور (۱۹۶۹ – ۲۰۰۳)، با شناسایی مخفی‌گاه اسکوبار در محلهٔ لوس اولیووس و هدایت نیروهای پلیس در کنار ستوان پلیس هوگو آگیلار، در کشتن اسکوبار نقش داشت. مارتینز جوان گزارش داده بود که اسکوبار سه‌بار از ناحیهٔ کمر، پا و شقیقهٔ راست مورد اصابت گلولهٔ ای‌آر-۱۵ گروهبان خورخه آرماندو گوئررو پاسیچانا (در سال ۱۹۹۷ کشته شد) قرار گرفته‌است.
مارتینز در سال ۱۹۹۹ پس از ۴۰ سال خدمت در پلیس ملی کلمبیا، از ادارهٔ پلیس بوگوتا بازنشسته شد. پسر او، مارتینز جونیور، در یک تصادف رانندگی در سال ۲۰۰۳ کشته شد. در ۲۲ مارس ۲۰۲۰ مارتینز بر اثر سکته قلبی در زمان بستری بودن در بیمارستان درگذشت.

## در داستان
- در مجموعه تلویزیونی پابلو اسکوبار، سلطان مواد، بازیگر کلمبیایی جیمی واسکز نقش او را در قالب شخصیتی با نام مارتین پابون بازی کرد.
- در مجموعه تلویزیونی جایگزین مکزیکی بازیگر کلمبیایی خوآن کارلوس سرانو نقش او را در قالب شخصیتی با نام دیگو ارازو «رادار» بازی کرد.
- در مجموعهٔ نارکوها پخش‌شده از نتفلیکس، مارتینز الهام‌بهش شخصیت سرهنگ هوراس کاریلو بود که ایفای نقش آن بر عهدهٔ موریس کامپتی بود.[۳][۴][۵] در قسمت‌های بعدی این مجموعه، مارتینز به‌عنوان یک شخصیت جداگانه معرفی شد که نقش آن را خوان پابلو شوک ایفا کرد.